# Processo Stormy Daniels-Donald Trump
Il processo Stormy Daniels-Donald Trump, popolarmente noto come caso Stormy Daniels-Donald Trump o Stormy Daniels contro Donald Trump, è una vicenda giudiziaria che riguarda un incontro avvenuto tra la pornostar Stephanie Gregory (nota come Stormy Daniels) ed il businessman in una notte nel 2006. Trump ha tentato di coprire la storia nei mesi antecedenti le elezioni presidenziali statunitensi del 2016, pagando il silenzio dell'attrice sul suddetto incontro, al fine di non far conoscere pubblicamente la vicenda durante la campagna elettorale e falsificando la destinazione d'uso del denaro attraverso l'emissione di fatture false.
La vicenda è emersa nel 2018 quando il Wall Street Journal ha riferito che l'ex avvocato di Trump Michael Cohen ha versato 130.000 dollari nei confronti di Daniels in cambio del suo silenzio durante la campagna elettorale del 2016.
Dopo che la storia è stata portata all'attenzione dell'opinione pubblica, Cohen ha collaborato volontariamente con gli inquirenti e ha ammesso che il pagamento alla Daniels era un contributo finanziario illegale derivato dalla campagna elettorale di Trump. Cohen si è dichiarato colpevole nel dicembre 2018 ed è stato condannato a tre anni di prigione. Nel corso del 2018 è emerso che Trump avrebbe rimborsato Cohen del pagamento alla porno star mediante falsi documenti aziendali ideati appositamente per nascondere la vera natura e destinazione d'uso del versamento di denaro. L'ufficio del procuratore distrettuale di New York ha convocato una giuria popolare per indagare sul coinvolgimento di Trump nella vicenda, la quale ha poi votato per incriminare Trump il 30 marzo 2023 e dare così il via al processo penale vero e proprio.
Trump è stato processato a New York per aver falsificato documenti aziendali al fine di nascondere tale pagamento. Una giuria popolare il 30 maggio 2024 lo ha dichiarato colpevole di tutti i 34 capi d'imputazione di cui era accusato, rendendolo il primo ex presidente degli Stati Uniti nella storia a essere prima processato e poi condannato in un processo penale
, nonché il primo candidato a prendere parte alle elezioni presidenziali da pregiudicato. Sul caso si è espressa anche la corte suprema, che ha dichiarato per la prima volta che un ex presidente gode di una parziale immunità.
Con l'elezione di Trump per un secondo mandato presidenziale e la sentenza d'immunità della corte suprema, il giudice su richiesta della difesa ne ha sospeso temporaneamente a tempo indeterminato l'esecuzione e la commissione della pena; la difesa inoltre, sulla scorta dell'immunità riconosciuta dalla corte, ne ha chiesto l'archiviazione ma il giudice ne ha negato la fattibilità, in quanto sia i fatti ascritti che la condanna e il processo penale, sono relativa e si sono svolti quando Trump non era in carica come presidente (e quindi non si può applicare l'immunità presidenziale) e in quanto sono di competenza e di giurisdizione statale e non federale.
Successivamente il 5 gennaio 2024, a sorpresa dopo una serie di vari rinvii, il giudice di New York Juan M. Merchan annuncia la data di udienza in cui emettere la sentenza di pena. Così Trump con i suoi legali, fa nuovamente ricorso alla Corte suprema, che il 10 gennaio con cinque voti contro quattro respinge la richiesta del presidente neoeletto di bloccare la sentenza di condanna. Lo stesso giorno Trump viene ufficialmente condannato, ma non viene commissionata nessun tipologia di pena da scontare, in virtù dell'elezione del reo a presidente e dei principi definiti con la cosiddetta "clausola di supremazia" e l'immunità presidenziale, e dell'unconditional discharge che non comporta alcuna sanzione né pecuniaria né detentiva.
Così facendo Trump risulta essere il primo inquilino della Casa Bianca nella storia statunitense con una condanna penale e la fedina penale non incensurata, nonché a causa di ciò il primo pregiudicato. Lo stesso ha annunciato di fare ricorso.